# Костянский сельсовет
Костянский сельсовет — сельское поселение в составе Шатковского района Нижегородской области.
Административный центр — село Костянка.

## История
Статус и границы сельского поселения установлены Законом Нижегородской области от 15 июня 2004 года № 60-З «О наделении муниципальных образований — городов, рабочих посёлков и сельсоветов Нижегородской области статусом городского, сельского поселения».

## Население
| 2002 | 2010  | 2012  | 2013  | 2014 | 2015 | 2016 |
| ---- | ----- | ----- | ----- | ---- | ---- | ---- |
| 1347 | ↘1099 | ↘1040 | ↘1008 | ↘988 | ↘962 | ↘928 |
| 2017 | 2018  | 2019  | 2020  | 2021 |      |      |
| ↘901 | ↘874  | ↘848  | ↘827  | ↘754 |      |      |

## Состав сельского поселения
| № | Населённый пункт | Тип населённого пункта       | Население |
| - | ---------------- | ---------------------------- | --------- |
| 1 | Большие Печёрки  | село                         | ↘449      |
| 2 | Бритово          | село                         | ↘83       |
| 3 | Калиновка        | посёлок                      | ↘14       |
| 4 | Костянка         | село, административный центр | ↘376      |
| 5 | Малая Якшень     | село                         | ↘29       |
| 6 | Малые Печёрки    | деревня                      | ↘37       |
| 7 | Неледино         | село                         | ↘111      |